# Adolph Christoph von Aken

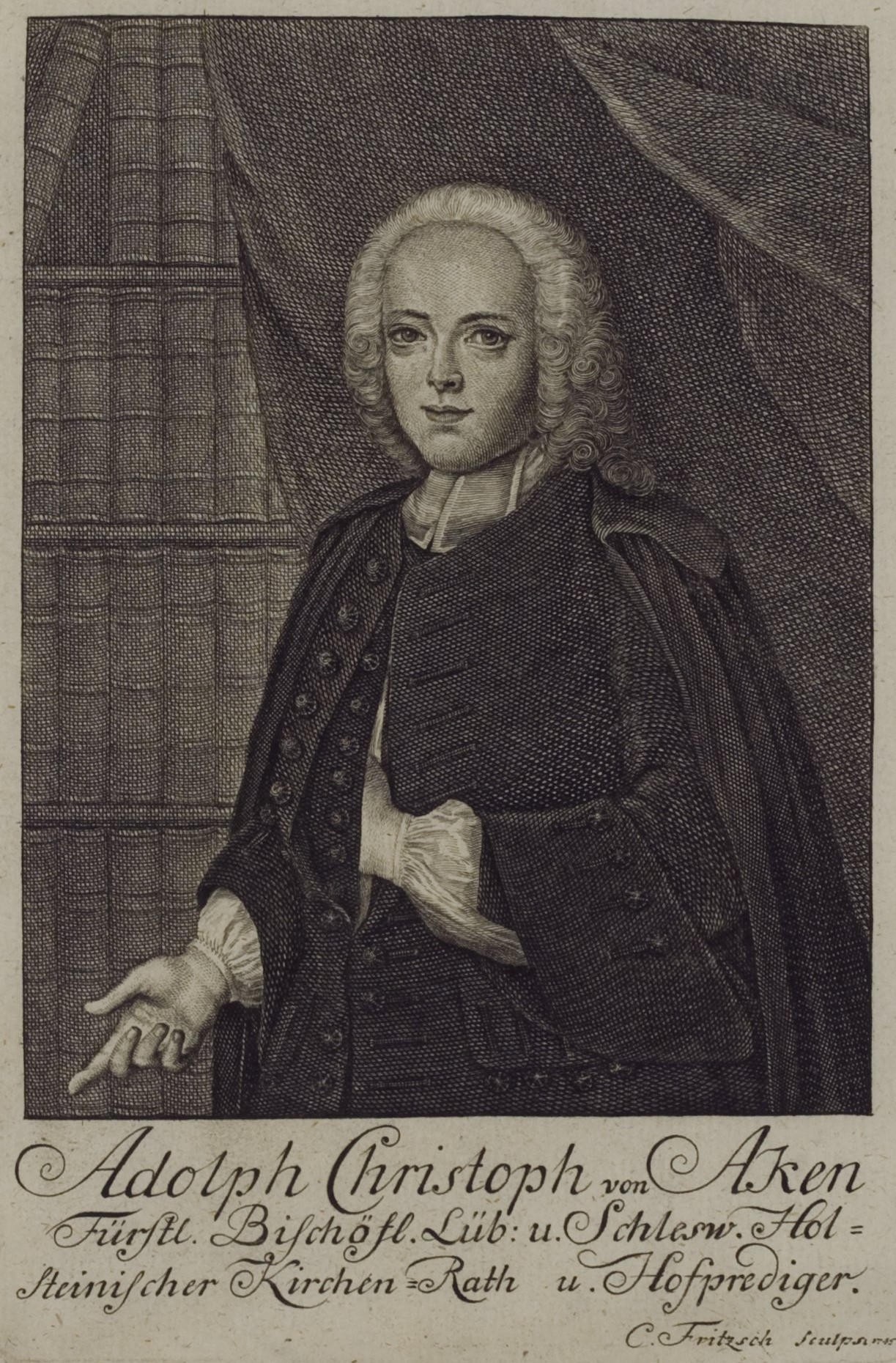
Adolph Christoph von Aken (1745), Kupferstich von Christian Fritzsch

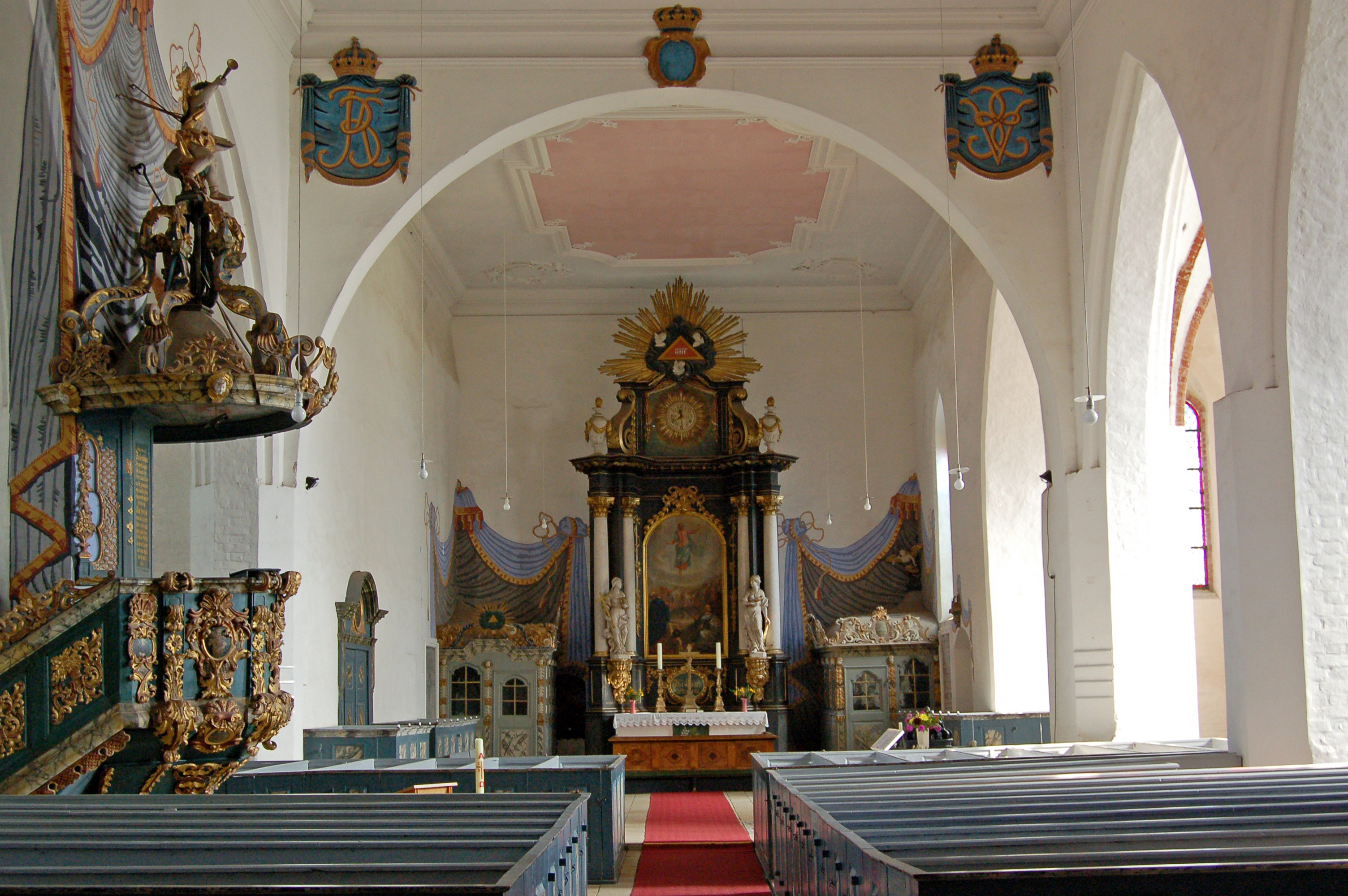
Inneres der Sankt-Jacob-Kirche (Gingst)

Adolph Christoph von Aken, auch Acken (* 1713 in Eutin; † 4. Januar 1768 in Gingst) war ein deutscher evangelisch-lutherischer Geistlicher und Autor.

## Leben
Adolph Christoph von Aken war ein Sohn des Goldschmieds und Ratsherrn in Eutin Georg Heinrich von Aken (1671–1727) und seiner Frau Katharina Lucia, geb. Linekogel. Er wurde zunächst von Privatlehrern unterrichtet und besuchte die Schule in Eutin. Ab 1732 studierte er Philosophie und Evangelische Theologie an der Universität Jena. Nach seinem Examen wurde er, wie damals für angehende Geistliche allgemein üblich, Hauslehrer, zuerst bei Pastor Dannecker in Lebrade, dann als Hofmeister der Pagen der Witwe von Fürstbischof Christian August, Albertine Friederike (1682–1755). Dies führte zu einer Anstellung als Reiseprediger von Fürstbischof Adolf Friedrich. 1738 erfolgte seine Berufung zum Hofprediger am fürstbischöflichen Hof in Eutin. Das Verhältnis zum Eutiner Superintendenten Hinrich Balemann, der sein Vorgänger als Reise- und Hofprediger gewesen war, war nicht ohne Spannungen. 1740 ernannte ihn der Fürstbischof zum Kirchenrat und Mitglied des Konsistoriums in Eutin.
Mit dem Umzug von Adolf Friedrich nach Stockholm als Kronprinz von Schweden folgte ihm Akens 1745 als Oberhofprediger und Beichtvater an den Hof in Stockholm. Einmal monatlich hielt er am Hof eine Predigt in deutscher Sprache. Ab 1749 war er zugleich Assessor im Stockholmer Hofkonsistorium. 1752 promovierte ihn die Theologische Fakultät der Universität Uppsala zum Dr. theol.
1753 wurde er durch königliche Berufung Pastor und Propst an der Sankt-Jacob-Kirche in Gingst auf Rügen in Schwedisch-Pommern, wo er bis an sein Lebensende blieb. Die Präpositur war mit reichlich gutem Land und der Grundherrschaft über die Hälfte des Fleckens Gingst ausgestattet, gehörte so zu den einträglichsten in Vorpommern und stand unter dem Kirchenpatronat des Königs.
Aken galt Zeitgenossen als trefflicher Kanzelredner, und hatte eine ganze eigene Darstellungsart. In seinen Schriften beteiligte er sich an den Debatten der frühen Aufklärung; sein Buch über König David war eine Entgegnung auf die Darstellung Davids bei Pierre Bayle und den englischen Deisten wie Matthew Tindal. Er war befreundet mit Johann Joachim Spalding und Johann Caspar Lavater, der ihn 1763 besuchte und am 28. August Gelegenheit hatte, von Aken in der Kapelle beim Gutshaus Boldevitz predigen zu hören.
In erster Ehe war Aken verheiratet mit Sophia Catharina, geb. Engenhagen (1726–1745), einer Tochter des Pastors Johann Heinrich Engenhagen (1684–1738, Enkel von Heinrich Engenhagen) in Genin; in zweiter Ehe heiratete er 1755 Catharina Rosina, geb. Schäffer, eine Tochter des Stralsunder Pastors an der St.-Nikolai-Kirch Bernhard Melchior Schäffer (1692–1742).
Aken wurde in der Kirche von Gingst begraben. Sein Nachfolger wurde Johann Gottlieb Picht (1736–1810).

## Werke
- Die Religion und die Flüchtigkeit der Tage. 1742
- Reden zur Erbauung über wichtige Lehren des Christlichen Bekenntnisses.

Band 1 Hamburg: Herold 1744 Digitalisat
Band 2 Hamburg: Herold 1745 Digitalisat
Band 3 Leipzig: Kiesewetter 1747 Digitalisat
- Glaube und Sitten Davids, des andern Königes im Volke Gottes, zur Schadloshaltung der Warheit und Religion. Leipzig: Kiesewetter 1746
- Origines Rervm Sacrarvm Disqvisitae. Rostock: Koppe 1756 (Digitalisat)
- Der Ursprung der Opfer und die göttliche Haushaltung des Bundes, der Vorbilder und der Weissagung. Bützow: Berger 1765 (Digitalisat)